# Thierry Ascione
Thierry Ascione, né le 17 janvier 1981 à Villeurbanne, est un joueur français de tennis, professionnel de 2000 à 2010.

## Biographie
Il commence le tennis à 8 ans avec son frère et décide à 12 ans d'arrêter le football qu'il pratiquait en parallèle pour se concentrer uniquement au tennis.
Il est le parrain d'Oscar, le fils de Julien Boutter.
Il a remporté 8 titres Challenger.
Il a connu une sélection en équipe de France de Coupe Davis en 2004, lors du premier tour face à la Croatie, où il perd le deuxième match de la rencontre face à Ivan Ljubičić. La même année, il bat le jeune Rafael Nadal au tournoi de Chennai avant de battre Félix Mantilla, alors 23e mondial, au premier tour de l'Open d'Australie 2004 (7-5, 6-1, 7-63). Il perd ensuite contre Rafael Nadal qui prend sa revanche.
Il bat un top 10 en 2006 à Valence : David Ferrer no 10 (7-61, abandon). Selon les règles de l'ATP, l'abandon constitue une victoire dans les face-à-face entre les joueurs, contrairement au forfait.
Après l'Open d'Australie, c'est à Roland-Garros qu'il parvient à passer un tour en battant Marin Čilić en 2007.
Il est le dernier joueur professionnel ayant perdu contre le Russe Marat Safin, lors du premier tour du Master de Paris-Bercy 2009 le 9 novembre 2009 sur le score de 6-4, 4-6, 7-6, match dans lequel il a eu trois balles de match.
Il joue son dernier match sur le circuit à Metz le 22 septembre 2010, lors du premier tour de l'Open de Moselle, où il perd contre le Néerlandais Igor Sijsling (6-4, 6-4), se faisant par ailleurs voler tout son matériel ce jour-là. Il participe à un match exhibition en double avec Mansour Bahrami, Fabrice Santoro et Younès El Aynaoui, et un hommage lui est rendu par les organisateurs du tournoi.

## Reconversion
Depuis avril 2010, il a créé sa société de conseil et placement immobilier LGB.
À partir de juin 2010 et pendant quelques mois, il est consultant sportif pour Canal+. Il est également clerc de notaire en Moselle depuis juin 2012. Il s'investit fortement dans l'Open de Moselle dirigé par ses amis dont Julien Boutter.
En 2015, il monte son académie de tennis à Paris avec entre autres Marc Gicquel et Nicolas Copin, la All In Tennis Academy.
Il a entraîné la jeune Française prometteuse Kristina Mladenovic de l'été 2012 à Roland-Garros 2013 et s'occupe en association avec Nicolas Escudé de Nicolas Mahut depuis fin 2012 et de Jo-Wilfried Tsonga depuis novembre 2013. À partir de septembre 2015, il est l'unique entraîneur de Jo-Wilfried Tsonga après le limogeage par ce dernier de Nicolas Escudé. À partir de 2016, il intègre le staff d'Elina Svitolina.
Il est le directeur du tournoi de Lyon qui fait son retour en mai 2017.

## Vie privée
Thierry Ascione a épousé en juillet 2010 la comédienne Mélanie Maudran, sa compagne depuis plusieurs années, avec laquelle il a eu deux fils (Tom et Léo) nés en 2014 et 2015.

## Palmarès

### ITF Challenger (8 titres)
| N° | Date            | Tournoi               | Surface      | Finaliste                | Score          |
| -- | --------------- | --------------------- | ------------ | ------------------------ | -------------- |
| 1  | 17 février 2003 | Andrézieux, France    | dur          | Karol Beck               | 6-4, 6-2       |
| 2  | 14 juillet 2003 | Helsinki, Finland     | terre battue | Igor Andreev             | 2-6, 6-1, 6-3  |
| 3  | 31 janvier 2005 | Andrézieux, France    | dur          | Stanislas Wawrinka       | 6-1, 6-3       |
| 4  | 20 juin 2005    | Reggio Emilia, Italie | terre battue | Martín Vassallo Argüello | 6-3, 6-0       |
| 5  | 15 août 2005    | Bronx, États-Unis     | dur          | Brian Vahaly             | 6-2, 6-3       |
| 6  | 30 avril 2007   | Rome, Italie          | terre battue | Victor Crivoi            | 6-3, 6-3       |
| 7  | 15 octobre 2007 | Andrézieux, France    | dur          | José Acasuso             | 7-66, 2-6, 6-2 |
| 8  | 25 février 2008 | Cherbourg, France     | dur          | Kristian Pless           | 7-5, 7-65      |

### Autres performances
- 2004 : quart de finaliste à Chennai et Casablanca
- 2006 : quart de finaliste à Chennai

## Parcours dans les tournois duGrand Chelem

### En simple
| Année | Open d'Australie | Open d'Australie | Internationaux de France | Internationaux de France | Wimbledon       | Wimbledon     | US Open         | US Open     |
| ----- | ---------------- | ---------------- | ------------------------ | ------------------------ | --------------- | ------------- | --------------- | ----------- |
| 2001  | —                | —                | Q2                       | Adrian Voinea            | —               | —             | —               | —           |
| 2002  | —                | —                | Q2                       | S. Galvani               | —               | —             | —               | —           |
| 2003  | —                | —                | 1er tour (1/64)          | A. Portas                | —               | —             | —               | —           |
| 2004  | 2e tour (1/32)   | R. Nadal         | 1er tour (1/64)          | N. Kiefer                | 1er tour (1/64) | S. Grosjean   | 1er tour (1/64) | K. Beck     |
| 2005  | Q1               | Paolo Lorenzi    | 1er tour (1/64)          | D. Sanguinetti           | —               | —             | —               | —           |
| 2006  | 1er tour (1/64)  | M. Mirnyi        | 1er tour (1/64)          | R. Ramírez               | —               | —             | —               | —           |
| 2007  | Q1               | Bobby Reynolds   | 2e tour (1/32)           | R. Federer               | —               | —             | 1er tour (1/64) | R. De Voest |
| 2008  | 1er tour (1/64)  | F. Verdasco      | 1er tour (1/64)          | B. Reynolds              | 1er tour (1/64) | J. Tipsarević | —               | —           |
| 2009  | Q2               | Peter Luczak     | Q3                       | Rui Machado              | —               | —             | —               | —           |
| 2010  | Q2               | Ivan Sergeyev    | Q2                       | T. Gabashvili            | —               | —             | —               | —           |

N.B. : à droite du résultat se trouve le nom de l'ultime adversaire.

### En double
| Année | Open d'Australie         | Open d'Australie  | Internationaux de France          | Internationaux de France    | Wimbledon | Wimbledon | US Open | US Open |
| ----- | ------------------------ | ----------------- | --------------------------------- | --------------------------- | --------- | --------- | ------- | ------- |
| 2002  | —                        | —                 | 1er tour (1/32) É. Prodon         | W. Ferreira J.-M. Gambill   | —         | —         | —       | —       |
| 2003  | —                        | —                 | 2e tour (1/16) J. Varlet          | M. Bhupathi M. Mirnyi       | —         | —         | —       | —       |
| 2004  | —                        | —                 | 1er tour (1/32) J.-F. Bachelot    | F. Čermák L. Friedl         | —         | —         | —       | —       |
| 2005  | —                        | —                 | 1er tour (1/32) J.-R. Lisnard     | W. Arthurs P. Hanley        | —         | —         | —       | —       |
| 2006  | 1er tour (1/32) F. Serra | T. Berdych C. Suk | 1er tour (1/32) F. Serra          | J. Benneteau N. Mahut       | —         | —         | —       | —       |
| 2007  | —                        | —                 | 1er tour (1/32) É. Roger-Vasselin | L. Dlouhý P. Vízner         | —         | —         | —       | —       |
| 2008  | —                        | —                 | 1er tour (1/32) F. Serra          | P. Hanley T. Perry          | —         | —         | —       | —       |
| 2009  | —                        | —                 | —                                 | —                           | —         | —         | —       | —       |
| 2010  | —                        | —                 | 1/8 de finale L. Recouderc        | M. Fyrstenberg M. Matkowski | —         | —         | —       | —       |

N.B. : le nom du ou de la partenaire se trouve sous le résultat ; le nom des ultimes adversaires se trouve à droite.

### En double mixte
Il joue à Roland-Garros avec Pauline Parmentier en 2008 (1/16) puis avec Stéphanie Cohen-Aloro en 2009 (1/16) et 2010 (1/8).

## Parcours dans lesMasters 1000
| Année | Indian Wells        | Miami               | Monte-Carlo         | Rome | Hambourg puis Madrid | Canada | Cincinnati | Madrid puis Shanghai | Paris              |
| ----- | ------------------- | ------------------- | ------------------- | ---- | -------------------- | ------ | ---------- | -------------------- | ------------------ |
| 2003  | —                   | —                   | —                   | —    | —                    | —      | —          | —                    | 2e tour R. Federer |
| 2004  | 1er tour I. Labadze | 3e tour S. Grosjean | 1er tour W. Arthurs | —    | 1er tour D. Hrbatý   | —      | —          | —                    | —                  |
| 2005  | —                   | —                   | 2e tour G. Coria    | —    | —                    | —      | —          | —                    | —                  |
| 2006  | —                   | —                   | —                   | —    | —                    | —      | —          | —                    | —                  |
| 2007  | —                   | —                   | —                   | —    | —                    | —      | —          | —                    | —                  |
| 2008  | —                   | —                   | —                   | —    | —                    | —      | —          | —                    | —                  |
| 2009  | —                   | —                   | —                   | —    | —                    | —      | —          | —                    | 1er tour M. Safin  |

N.B. : sous le résultat se trouve le nom de l’ultime adversaire.

## Classement ATP en fin de saison

### En simple
| Année | 2000 | 2001 | 2002 | 2003 | 2004 | 2005 | 2006 | 2007 | 2008 | 2009 | 2010 |
| Rang  | 495  | 302  | 543  | 89   | 137  | 100  | 195  | 93   | 191  | 152  | 475  |

### En double
| Année | 1999 | 2000 | 2001 | 2002 | 2003 | 2004 | 2005 | 2006 | 2007 | 2008 | 2009 | 2010 |
| Rang  | 827  | 686  | 720  | 576  | 213  | 213  | 513  | 382  | 346  | 272  | 381  | 329  |

Source : (en) Classements de Thierry Ascione sur le site officiel de la Fédération internationale de tennis